# Elizabetha grahamiae
Elizabetha grahamiae är en ärtväxtart som beskrevs av John Macqueen Cowan. Elizabetha grahamiae ingår i släktet Elizabetha och familjen ärtväxter. Inga underarter finns listade i Catalogue of Life.